# FIGHT (関ジャニ∞のアルバム)
『FIGHT』（ファイト）は、関ジャニ∞の5枚目のフル・アルバム。2011年11月16日にインペリアルレコードから発売された。

## 概要
- 前作『8UPPERS』から約1年1か月振りのリリース。
- CDは初回限定盤A・B、通常盤の3形態で発売。
- メンバーの錦戸亮が2003年から2011年まで兼任していたNEWSから脱退し、関ジャニ∞に専任して初となる作品。
- シングル曲「T.W.L/イエローパンジーストリート」「マイホーム」「365日家族」「ツブサニコイ」の他、メンバーの安田章大が作詞・作曲したダンスナンバー「Dye D?」など、全形態共通で全14曲を収録[8]。
  - 怒髪天や藍坊主の藤森真一、ROCK'A'TRENCH、スキマスイッチ、ケツメイシ、九州男から楽曲提供された新曲も収録[9]。
    - 楽曲提供の詳細は本項「#収録曲」及び「#楽曲提供者」を参照。

  - 通常盤の特典CDには、メンバーの渋谷・錦戸のソロ曲、村上・安田・大倉と横山・丸山のユニット曲を収録[9]。
- 初回限定盤には特典DVDを付属。
  - 初回限定盤Aには、本作のリード曲である「モンじゃい・ビート」のミュージック・ビデオとメイキング映像、更に後述のライブツアー『KANJANI∞ 五大ドームTOUR EIGHT×EIGHTER おもんなかったらドームすいません』にてメンバーが着用した、ユニフォームのデザインを決める様子を収録[9]。
  - 初回限定盤Bには、本作のリード曲である「Fight for the Eight」のミュージック・ビデオとメイキング映像、更に通常盤の特典CDに収録されているソロ・ユニット曲のレコーディングの様子を収録[9]。
- 本作を引っさげた自身初の5大ドームツアー『KANJANI∞ 五大ドームTOUR EIGHT×EIGHTER おもんなかったらドームすいません』の追加公演として愛知・ナゴヤドーム公演の開催決定と同時に本作の発売が発表された[10]。
- 2024年1月24日、デビュー20周年を記念し、過去にリリースされた全楽曲が各種音楽ダウンロードサービス、サブスクリプションサービスで配信されることに伴い、本作の配信も開始された[11][12][13]。

### 各形態概要
| ＃ | 曲名                       |
| -- | -------------------------- |
| 1  | モンじゃい・ビート         |
| 2  | 宇宙に行ったライオン       |
| 3  | Fight for the Eight        |
| 4  | T.W.L                      |
| 5  | Fly High                   |
| 6  | 365日家族                  |
| 7  | Dye D?                     |
| 8  | Water Drop                 |
| 9  | ツブサニコイ               |
| 10 | イエローパンジーストリート |
| 11 | フリーダム理論             |
| 12 | 輝ける舞台へ               |
| 13 | マイホーム                 |
| 14 | wander                     |

| ＃ | 曲名                                   | 形態             |
| -- | -------------------------------------- | ---------------- |
| 1  | スケアクロウ（錦戸）                   | 通常盤（特典CD） |
| 2  | 夜な夜な☆ヨーNIGHT（村上・安田・大倉） | 通常盤（特典CD） |
| 3  | パンぱんだ（横山・丸山）               | 通常盤（特典CD） |
| 4  | あ（渋谷）                             | 通常盤（特典CD） |

| 特典内容                            | 形態                   |
| ----------------------------------- | ---------------------- |
| 特典DVD（詳細は「#特典DVD」を参照） | 初回限定盤A            |
| 三方背トールケース仕様              | 初回限定盤A            |
| HOT FIGHT PHOTO BOOK（48P）         | 初回限定盤A            |
| 特典DVD（詳細は「#特典DVD」を参照） | 初回限定盤B            |
| 三方背トールケース仕様              | 初回限定盤B            |
| COOL FIGHT PHOTO BOOK（48P）        | 初回限定盤B            |
| 特典CD（詳細は「#特典CD」を参照）   | 通常盤                 |
| BASEBALL ∞ CARD（7枚）              | 通常盤（初回プレス分） |

## 販売形態
- 発売日：2011年11月16日
  - 初回限定盤A（TECI-8014：CD+DVD）
    - 三方背トールケース仕様
    - HOT FIGHT PHOTO BOOK（48P）封入

  - 初回限定盤B（TECI-8015：CD+DVD）
    - 三方背トールケース仕様
    - COOL FIGHT PHOTO BOOK（48P）封入

  - 通常盤（TECI-8016：2CD）
    - BASEBALL ∞ CARD（7枚）封入（初回プレス盤のみ）
- 発売日：2015年7月1日
  - 通常盤：再発売（JACA-5554~5555：2CD）
    - 自身の所属レコード会社を『テイチクエンタテインメント』から『INFINITY RECORDS』へ移籍したため、INFINITY RECORDSより再発売。
- 発売日：2019年7月12日
  - 通常盤：十五催ハッピープライス盤（JSNC-1588~1589：2CD）
    - 自身の配信アプリ『関ジャニ∞アプリ』対応のため、15%オフでの再発売。
- 発売日：2024年1月24日
  - 配信作品
    - デビュー20周年を記念した音楽ダウンロードサービスおよびサブスクリプションサービスでの配信[11][12][13]。

## チャート成績

### アルバムチャート順位
- オリコンチャート
  - 初週25.4万枚を売り上げ、2011年11月28日付の「オリコン週間 CDアルバムランキング」で週間1位を獲得した[1]。
    - 4作連続、通算4作目のアルバム1位獲得となった[1]。
    - 本作で初週売上の自己最高記録を更新した[1]。

  - 累計274,590枚を売り上げ、2011年11月度「オリコン月間 CDアルバムランキング」で月間2位を獲得した[2]。
  - 累計286,537枚を売り上げ、2011年度「オリコン年間 CDアルバムランキング」で年間21位を獲得した[3]。
- Billboard JAPAN
  - 2011年11月23日公開の「Billboard Japan Top Albums Sales」で週間1位を獲得した[4]。
  - 2011年度「Billboard Japan Top Albums Sales Year End」で年間23位を獲得した[6]。
  - 2024年1月31日公開の「Billboard Japan Download Albums」で週間80位を獲得した[5]。

### 各曲チャート順位
※シングル曲は各ページを参照。
- Billboard JAPAN
  - 2011年11月23日公開の「Billboard Japan Hot 100」で本作のリード曲「モンじゃい・ビート」が週間42位を獲得した[14]。

## 収録曲

### CD
1. モンじゃい・ビート - [4:59]
作詞：増子直純
作曲：上原子友康
編曲：藤澤慶昌
ブラスアレンジ：YOKAN
  - 本作のリードトラック
  - 怒髪天の増子直純と上原子友康からの楽曲提供。
  - 同曲のレコーディングには、怒髪天の上原子友康がギター、元BLANKEY JET CITYの中村達也がドラムス、RIZEのKenKenがベースとして参加している[9]。
  - 中日ドラゴンズの大島洋平の登場曲として使用されていた（2012年〜2013年）。
2. 宇宙に行ったライオン - [4:37]
作詞・作曲：藤森真一
編曲：藤森真一、野間康介
  - 藍坊主の藤森真一からの楽曲提供。
  - 39thシングル『奇跡の人』初回限定盤に同曲のライブ音源を収録[15]。
3. Fight for the Eight - [4:07]
作詞・作曲・編曲：葉山拓亮
ブラスアレンジ：YOKAN
  - 本作のリードトラック
4. T.W.L - [4:15]
作詞・作曲：北川悠仁
編曲：野間康介
ブラスアレンジ：YOKAN
  - 16thシングルの1曲目
  - テレビ朝日系アニメ『クレヨンしんちゃん』13代目オープニングテーマ[16]
  - 東宝配給劇場アニメ『映画クレヨンしんちゃん 嵐を呼ぶ黄金のスパイ大作戦』オープニングテーマ[17]
  - ゆずの北川悠仁からの楽曲提供。
  - 表記はないが、ブラスアレンジが施されたアルバムバージョンである。
5. Fly High - [3:53]
作詞・作曲：山森大輔
編曲：ROCK'A'TRENCH、大西省吾
  - ROCK'A'TRENCHからの楽曲提供。
6. 365日家族 - [5:41]
作詞：田中花乃
作曲：谷口尚久
編曲：大西省吾
  - 18thシングル
  - TBS系金曜ドラマ『生まれる。』主題歌[18]
7. Dye D? - [3:04]
作詞・作曲：安田章大
編曲：Sean Gold
  - メンバーの安田章大が制作した楽曲。
  - 8thライブDVD/Blu-ray『KANJANI∞ 五大ドームTOUR EIGHT×EIGHTER おもんなかったらドームすいません』Blu-ray盤に同曲のミュージック・ビデオを収録。
8. Water Drop - [3:36]
作詞：UNIST
作曲：KIYO TSURUMI、JOEY CARBONE
編曲：久米康隆
9. ツブサニコイ - [4:56]
作詞：TAKESHI
作曲・編曲：Face 2 fAKE
  - 19thシングル
  - フジテレビ系月9ドラマ『全開ガール』エンディングテーマ[19]
10. イエローパンジーストリート - [4:54]
作詞・作曲：TAKESHI
編曲：久米康隆、TAKESHI
ブラスアレンジ：YOKAN
  - 16thシングルの2曲目
  - 東宝配給劇場アニメ『映画クレヨンしんちゃん 嵐を呼ぶ黄金のスパイ大作戦』主題歌[16]
11. フリーダム理論 - [4:18]
作詞・作曲：スキマスイッチ
編曲：久米康隆　ブラスアレンジ：YOKAN
  - スキマスイッチからの楽曲提供。
12. 輝ける舞台へ - [4:06]
作詞：田中亮
作曲：河野健太、YANAGIMAN
編曲：YANAGIMAN、DJ KOHNO
  - ケツメイシのRyoとDJ KOHNOからの楽曲提供。
13. マイホーム - [4:32]
作詞・作曲：A.F.R.O
編曲：野間康介
  - 17thシングル
  - テレビ朝日系金曜ナイトドラマ『犬を飼うということ〜スカイと我が家の180日〜』主題歌[20]
14. wander - [5:05]
作詞・作曲：九州男
編曲：久米康隆
  - 九州男からの楽曲提供。
  - 楽曲を提供した九州男の3rdアルバム『1/f』にて、同曲のセルフカバーを収録[21]。

### 特典CD（通常盤）
1. スケアクロウ / 錦戸亮 - [4:17]
作詞・作曲：錦戸亮
編曲：野間康介
  - 錦戸のソロ曲。
  - 錦戸自身が制作した楽曲。
  - 錦戸のソロ2ndアルバム『Note』の通常盤にボーナストラックとして同曲の再録バージョンを収録[22]。
  - 同作への再録に伴い、本作の発売から約10年越しにミュージック・ビデオが制作された[23]。
2. 夜な夜な☆ヨーNIGHT / 村上信五・安田章大・大倉忠義 - [4:26]
作詞：村上信五、安田章大、大倉忠義
作曲：安田章大
編曲：久米康隆
  - 村上・安田・大倉のユニット曲。
  - 村上と安田と大倉自身が制作した楽曲。
3. パンぱんだ / 横山裕・丸山隆平 - [4:26]
作詞：AMO
作曲：田中秀典
編曲：大西省吾
  - 横山・丸山のユニット曲。
4. あ / 渋谷すばる - [4:16]
作詞・作曲：渋谷すばる
編曲：高橋浩一郎
ブラスアレンジ：YOKAN
  - 渋谷のソロ曲。
  - 渋谷自身が制作した楽曲。

### 配信
配信限定作品。2024年1月24日に配信された。
1. モンじゃい・ビート
2. 宇宙に行ったライオン
3. Fight for the Eight
4. T.W.L
5. Fly High
6. 365日家族
7. Dye D?
8. Water Drop
9. ツブサニコイ
10. イエローパンジーストリート
11. フリーダム理論
12. 輝ける舞台へ
13. マイホーム
14. wander
15. スケアクロウ / 錦戸亮
16. 夜な夜な☆ヨーNIGHT / 村上信五・安田章大・大倉忠義
17. パンぱんだ / 横山裕・丸山隆平
18. あ / 渋谷すばる

### 特典DVD

#### 初回限定盤A
| #         | タイトル                               | 作詞  | 作曲・編曲 | 時間  |
| --------- | -------------------------------------- | ----- | ---------- | ----- |
| 1.        | 「モンじゃい・ビート」(Music Clip)     |       |            | 5:16  |
| 2.        | 「モンじゃい・ビート」(メイキング映像) |       |            | 18:52 |
| 3.        | 「ユニフォームができるまで」           |       |            | 17:26 |
| 合計時間: | 合計時間:                              | 41:34 |            |       |

#### 初回限定盤B
| #         | タイトル                                                                  | 作詞  | 作曲・編曲 | 時間  |
| --------- | ------------------------------------------------------------------------- | ----- | ---------- | ----- |
| 1.        | 「Fight for the Eight」(Music Clip)                                       |       |            | 4:14  |
| 2.        | 「Fight for the Eight」(メイキング映像)                                   |       |            | 26:37 |
| 3.        | 「スケアクロウ」(錦戸亮 / レコーディング映像)                             |       |            | 15:23 |
| 4.        | 「夜な夜な☆ヨーNIGHT」(村上信五・安田章大・大倉忠義 / レコーディング映像) |       |            | 14:27 |
| 5.        | 「パンパンだ」(横山裕・丸山隆平 / レコーディング映像)                     |       |            | 14:43 |
| 6.        | 「あ」(渋谷すばる / レコーディング映像)                                   |       |            | 15:26 |
| 合計時間: | 合計時間:                                                                 | 90:50 |            |       |

## タイアップ
※表記は発売順
- T.W.L
  - テレビ朝日系アニメ『クレヨンしんちゃん』13代目オープニングテーマ[16]
  - 東宝配給劇場アニメ『映画クレヨンしんちゃん 嵐を呼ぶ黄金のスパイ大作戦』オープニングテーマ[17]
- イエローパンジーストリート
  - 東宝配給劇場アニメ『映画クレヨンしんちゃん 嵐を呼ぶ黄金のスパイ大作戦』主題歌[16]
- マイホーム
  - テレビ朝日系金曜ナイトドラマ『犬を飼うということ〜スカイと我が家の180日〜』主題歌[20]
- 365日家族
  - TBS系金曜ドラマ『生まれる。』主題歌[18]
- ツブサニコイ
  - フジテレビ系月9ドラマ『全開ガール』エンディングテーマ[19]

## 楽曲提供者
※表記は曲順通り。

### アーティスト作
- 怒髪天
  - 増子直純
    - 「モンじゃい·ビート」（作詞）

  - 上原子友康
    - 「モンじゃい·ビート」（作曲）
- 藤森真一（藍坊主）
  - 「宇宙に行ったライオン」（作詞・作曲）
- 北川悠仁（ゆず）
  - 「T.W.L」（作詞・作曲）
- ROCK'A'TRENCH
  - 山森大輔
    - 「Fly High」（作詞・作曲）

  - ROCK'A'TRENCH
    - 「Fly High」（編曲）
- スキマスイッチ
  - 「フリーダム理論」（作詞・作曲）
- ケツメイシ
  - Ryo
    - 「輝ける舞台へ」（作詞）[注 1]

  - DJ KOHNO
    - 「輝ける舞台へ」（作曲・編曲）[注 2]
- 九州男
  - 「wander」（作詞・作曲）

### メンバー作
- 安田章大
  - 「Dye D?」（作詞・作曲）
  - 「夜な夜な☆ヨーNIGHT」（作詞・作曲）[注 3]
- 錦戸亮
  - 「スケアクロウ」（作詞・作曲）[注 3]
- 村上信五
  - 「夜な夜な☆ヨーNIGHT」（作詞）[注 3]
- 大倉忠義
  - 「夜な夜な☆ヨーNIGHT」（作詞）[注 3]
- 渋谷すばる
  - 「あ」（作詞・作曲）[注 3]

## メンバー演奏曲
※アルバムクレジットより。
- 「スケアクロウ」[注 3]
  - A.Guitar：錦戸亮

## 収録作品
※シングル曲は各ページを参照。

### アルバム
Fight for the Eight
- 2ndベストアルバム『GR8EST』（201∞限定盤 特典CD）

※メドレーの1曲として収録。

スケアクロウ
- 錦戸ソロ2ndアルバム『Note』（通常盤）

※再録バージョンを収録。

### シングル
宇宙に行ったライオン
- 39thシングル『奇跡の人』（初回限定盤）

※ライブ音源を収録。

### 映像作品

#### ライブ映像
モンじゃい・ビート
- 8thライブDVD/Blu-ray『KANJANI∞ 五大ドームTOUR EIGHT×EIGHTER おもんなかったらドームすいません』
- 1stベストアルバム『8EST』（初回限定盤A 特典DVD）
- 9thライブDVD/Blu-ray『KANJANI∞ LIVE TOUR!! 8EST 〜みんなの想いはどうなんだい?僕らの想いは無限大!!〜』
- 10thライブDVD/Blu-ray『KANJANI∞ LIVE TOUR JUKE BOX』
- 11thライブDVD/Blu-ray『十祭』
- 13thライブDVD/Blu-ray『関ジャニ∞リサイタル お前のハートをつかんだる!!』
- 13thライブDVD/Blu-ray『関ジャニ∞の元気が出るLIVE!!』
- 19thライブDVD/Blu-ray『十五祭』
- 21stライブDVD/Blu-ray『KANJANI∞ STADIUM LIVE 18祭』

※初回限定盤Bの特典DVD/Blu-rayにも収録。
- 23rdライブBlu-ray/DVD『超ARENA TOUR 2024 SUPER EIGHT』

宇宙に行ったライオン
- 8thライブDVD/Blu-ray『KANJANI∞ 五大ドームTOUR EIGHT×EIGHTER おもんなかったらドームすいません』
- 10thライブDVD/Blu-ray『KANJANI∞ LIVE TOUR JUKE BOX』
- 渋谷ソロ1stライブDVD/Blu-ray『記憶 〜渋谷すばる/1562』『記憶 〜渋谷すばる/LIVE TOUR 2015』

※渋谷がソロで披露。
- 渋谷ソロ2ndライブDVD/Blu-ray『渋谷すばる LIVE TOUR 2016 歌』

※渋谷がソロで披露。
- 17thライブDVD/Blu-ray『関ジャニ'sエイターテインメント ジャム』
- 22ndライブBlu-ray/DVD『KANJANI∞ DOME LIVE 18祭』

Fight for the Eight
- 8thライブDVD/Blu-ray『KANJANI∞ 五大ドームTOUR EIGHT×EIGHTER おもんなかったらドームすいません』

Fly High
- 8thライブDVD/Blu-ray『KANJANI∞ 五大ドームTOUR EIGHT×EIGHTER おもんなかったらドームすいません』

Dye D?
- 8thライブDVD/Blu-ray『KANJANI∞ 五大ドームTOUR EIGHT×EIGHTER おもんなかったらドームすいません』
- 1stベストアルバム『8EST』（初回限定盤A 特典DVD）
- 9thライブDVD/Blu-ray『KANJANI∞ LIVE TOUR!! 8EST 〜みんなの想いはどうなんだい?僕らの想いは無限大!!〜』
- 10thライブDVD/Blu-ray『KANJANI∞ LIVE TOUR JUKE BOX』
- 15thライブDVDiBlu-ray『関ジャニ∞リサイタル 真夏の俺らは罪なヤツ』
- 22ndライブBlu-ray/DVD『KANJANI∞ DOME LIVE 18祭』

Water Drop
- 8thライブDVD/Blu-ray『KANJANI∞ 五大ドームTOUR EIGHT×EIGHTER おもんなかったらドームすいません』
- 10thライブDVD/Blu-ray『KANJANI∞ LIVE TOUR JUKE BOX』
- 24thライブBlu-ray/DVD『超DOME TOUR 二十祭』

フリーダム理論
- 8thライブDVD/Blu-ray『KANJANI∞ 五大ドームTOUR EIGHT×EIGHTER おもんなかったらドームすいません』

輝ける舞台へ
- 8thライブDVD/Blu-ray『KANJANI∞ 五大ドームTOUR EIGHT×EIGHTER おもんなかったらドームすいません』

wander
- 8thライブDVD/Blu-ray『KANJANI∞ 五大ドームTOUR EIGHT×EIGHTER おもんなかったらドームすいません』

スケアクロウ
- 8thライブDVD/Blu-ray『KANJANI∞ 五大ドームTOUR EIGHT×EIGHTER おもんなかったらドームすいません』
- 錦戸ソロ1stライブBlu-ray/DVD『錦戸亮 LIVE TOUR 2019 "NOMAD"』

※通常盤の特典CDにはライブ音源を収録。
- 錦戸ソロ特典ライブBlu-ray/DVD『錦戸亮 FAN MEETING 2020 at OSAKA』
- 錦戸ソロ2ndアルバム『Note』（WIZY限定盤・初回限定盤 特典Blu-ray/DVD）
- 錦戸ソロ2ndライブBlu-ray/DVD『錦戸亮 LIVE 2021 "Note"』

※特典CDにはライブ音源を収録。
- 錦戸ソロ3rdライブBlu-ray/DVD『錦戸亮 LIVE TOUR 2021 "Note"』（初回限定盤 特典映像）

※初回限定盤の特典CDにはライブ音源を収録。
- 錦戸ソロ4thライブBlu-ray/DVD『錦戸亮 LIVE 2021 "SHABBY"』（特別仕様盤 特典Blu-ray/DVD）
- 錦戸ソロ6thライブBlu-ray/DVD『錦戸亮 LIVE TOUR 2024 "NOMADOFNOWHERE"』

※特別仕様Untitled盤の特典Blu-ray/DVDにも収録。
※特別仕様Untitled盤・通常盤の特典CDにはライブ音源を収録。

夜な夜な☆ヨーNIGHT
- 8thライブDVD/Blu-ray『KANJANI∞ 五大ドームTOUR EIGHT×EIGHTER おもんなかったらドームすいません』

パンぱんだ
- 8thライブDVD/Blu-ray『KANJANI∞ 五大ドームTOUR EIGHT×EIGHTER おもんなかったらドームすいません』
- 11thライブDVD/Blu-ray『十祭』
- 18thライブDVD/Blu-ray『関ジャニ'sエイターテインメント GR8EST』
- 42ndシングル『crystal』（期間限定-多謝台湾-盤 特典DVD）

あ
- 8thライブDVD/Blu-ray『KANJANI∞ 五大ドームTOUR EIGHT×EIGHTER おもんなかったらドームすいません』
- 渋谷ソロ2ndライブDVD/Blu-ray『渋谷すばる LIVE TOUR 2016 歌』

#### ミュージック・ビデオ
Dye D?
- 8thライブDVD/Blu-ray『KANJANI∞ 五大ドームTOUR EIGHT×EIGHTER おもんなかったらドームすいません』（Blu-ray盤）

## カバー
wander
- 九州男（2014年4月2日発売、アルバム『1/f』収録）

## 関連ライブ
- KANJANI∞ 五大ドームTOUR EIGHT×EIGHTER おもんなかったらドームすいません（2011年11月23日 - 12月31日、全10公演）